# Харченко Павло Дмитрович
Павло́ Дми́трович Ха́рченко (* 16 листопада 1910 — †1973) — український фізіолог.

## Життєпис
Народився 16 листопада 1910 р. у селі Сушки на Житомирщині.
Закінчив у 1936 році Київський державний університет імені Тараса Шевченка. У 1947 році захистив кандидатську дисертацію на тему «Вплив електролітів на серце». Працював у НДІ фізіології Київського державного університету імені Тараса Шевченка.
У 1950-60-х роках основним напрямком його наукових досліджень була фізіологія вищої нервової діяльності. Він дослідив динаміку утворення запізнілих умовних рефлексів на подразники з різних аналізаторних систем у собак, механізм розгальмовування під впливом зовнішніх подразників різної сили і тривалості. Вперше показав динаміку гальмівного процесу і перехід його у фазу збудження при виробленні і закріпленні рефлексів. Під його керівництвом у відділі фізіології ВНД НДІ фізіології було одержано дані стосовно аналітико-синтетичної діяльності головного мозку птахів, кролів і собак. У 1959 році захистив докторську дисертацію. У 1960 році видав монографію «Запізнілі умовні рефлекси», у якій узагальнив результати проведених досліджень та ряд тематичних наукових видань .
Не полишає Павло Д. Харченко і свій давній інтерес до дослідження механізмів регуляції діяльності серцевосудинної системи. Під його керівництвом у 1965—1973 рр. на кафедрі фізіології успішно продовжувались дослідження ролі гіпоталамуса в регуляції діяльності серця, судинного тонусу (В. О. Цибенко), процесів утворення лімфи, лімфообігу (В. П. Глаголєв). До досліджень регуляції сталості фізико-хімічних властивостей і хімічного складу крові та лімфи, як і до навчального процесу, П. Д. Харченко залучає нових викладачів, вихованців університету, які закінчили аспірантуру.
З 1964 по 1973 рр. завідував кафедрою фізіології людини і тварин біологічного факультету Київського державного університету імені Тараса Григоровича Шевченка. Під час роботи в університеті був головою профбюро, деканом біологічного факультету, заступником проректора з наукової роботи.
Помер Павло Дмитрович Харченко в 1973 році на 63-му році життя у розквіті творчих сил.

## Педагогічна та організаторська діяльність
Поряд із науковою роботою професор Харченко приділяв велику увагу педагогічній підготовці молодих спеціалістів у галузі фізіології . Він успішно читав загальний курс фізіології людини і тварин та спецкурси для фізіологів, філософів, психологів, викликаючи у слухачів великий інтерес до фізіології як науки. П. Д. Харченко підготував і двічі перевидав «Практикум з фізіології людини і тварин» (1951, 1955), написав підручник для студентів біологічних і філософських спеціальностей університетів «Фізіологія вищої нервової діяльності», який було видано вже після його смерті. Павло Дмитрович брав участь також у громадській роботі університету, був заступником проректора з навчальної роботи, заступником декана, а потім і деканом біологічного факультету, головою профбюро. Як декан факультету доклав багато зусиль до створення нових кафедр і лабораторій (вірусології, біофізики, генетики), а як завідувач кафедри фізіології — до поліпшення її навчально-матеріальної бази.